# Badjawalga, Bhalki
Badjawalga là một làng thuộc tehsil Bhalki, huyện Bidar, bang Karnataka, Ấn Độ.